# Orchomenos (Arcadia)
Orchomenos  a fost un oraș în Grecia în Prefectura Arcadia.